# Ерохин, Виталий Николаевич
Виталий Николаевич Ерохин (род. 9 сентября 1951, Алма-Ата, Казахская ССР, СССР) — казахстанский общественно-политический деятель.

## Биография
В феврале 1989 года избран Исполнительным директором Международного антиядерного движения «Невада — Семипалатинск», позднее — его первым вице-президентом, заместителем председателя Центрального координационного совета (2009).
В 1993—1994 годах один из организаторов и создателей первой в СССР новой демократической партии «Народный Конгресс Казахстана», входил в состав политсовета партии.
В 1993 году участвовал в создании Казахстанского филиала американо-британской страховой компании «Alexander Наuden groups», занимая должность Директора по маркетингу. В 1994 году создал первое в Казахстане казахстанско-британское совместное предприятие по страхованию «Алма-Атинская международная страховая группа» и был его Президентом до 2000 года.
В 2002 году участвовал в создании общественного объединения «Демократический выбор Казахстана», а затем — партии «Ак Жол». Работал в партии на постоянной основе: советником, главным инспектором, членом Центрального Совета (избирался на III
съезде партии 9.11.2003), председателем Центральной Контрольной Ревизионной комиссии (избирался на 5-м [13.3.2005] и 7-м [8.7.2007] съездах партии). В 2007 году по списку партии баллотировался в депутаты Мажилиса Парламента Республики Казахстан 4-го созыва. С января 2012 года — член партийной комиссии ДПК «Ак жол», созданной для арбитражного рассмотрения споров по внутрипартийным взаимоотношениям членов партии, партийных органов и вопросам партийной этики.

## Публицист
С 2000 года публикуется в периодической печати — в журналах «Эксклюзив» и «Аманат», на сайте ZonaKz.com. Автор книги-воспоминания о создании и деятельности МАД «Невада-Семипалатинск».

### Избранные публикации
- Ерохин В. Н. Караул услышал весь мир! // Zona.kz : интернет-газета. — 2009. — 5 июля. Архивировано 7 марта 2017 года.
- Ерохин В. Прорыв: фрагмент из документальной книги // Аманат. — 2009. — № 4. — С. 176—213.

## Награды
- орден «Достык» 2 степени — за общественно-политическую деятельность[4]
- орден «Парасат»
- медали республики Казахстан и РФ
- медаль А. П. Чехова (2010) Московской городской организации Союза писателей России и Союза писателей-переводчиков — за серию публикаций и выраженную гражданскую позицию[4].